# بورتيل دي موريلا
بلدية بورتيل دي موريلا (بالإسبانية: Portell de Morella)‏، هي إحدى بلديات مقاطعة كاستيلون التي تقع في منطقة بلنسية، في شرق إسبانيا.
يبلغ عدد سكانها 254 نسمة وفقاً لإحصائية سنة (2006).